# Sylt

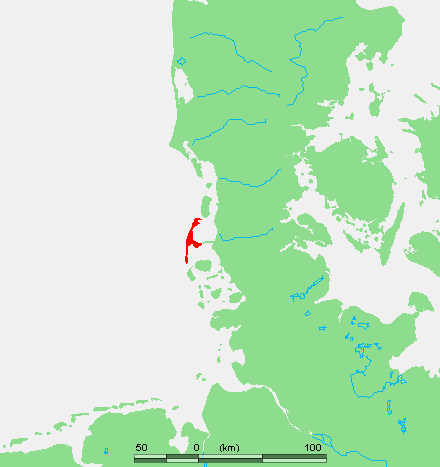
Amplasarea insulei Sylt (marcat roşu)

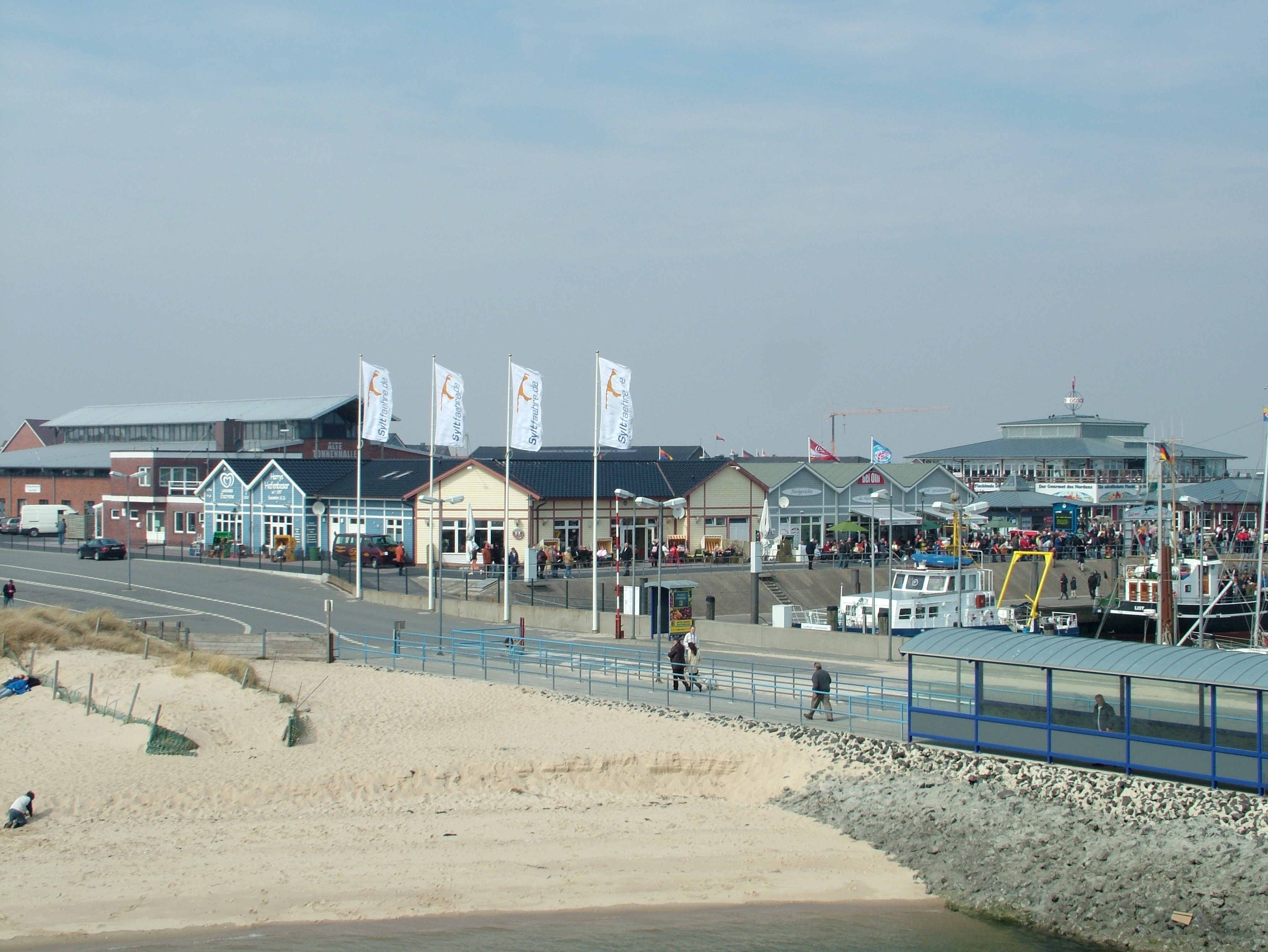
Portul

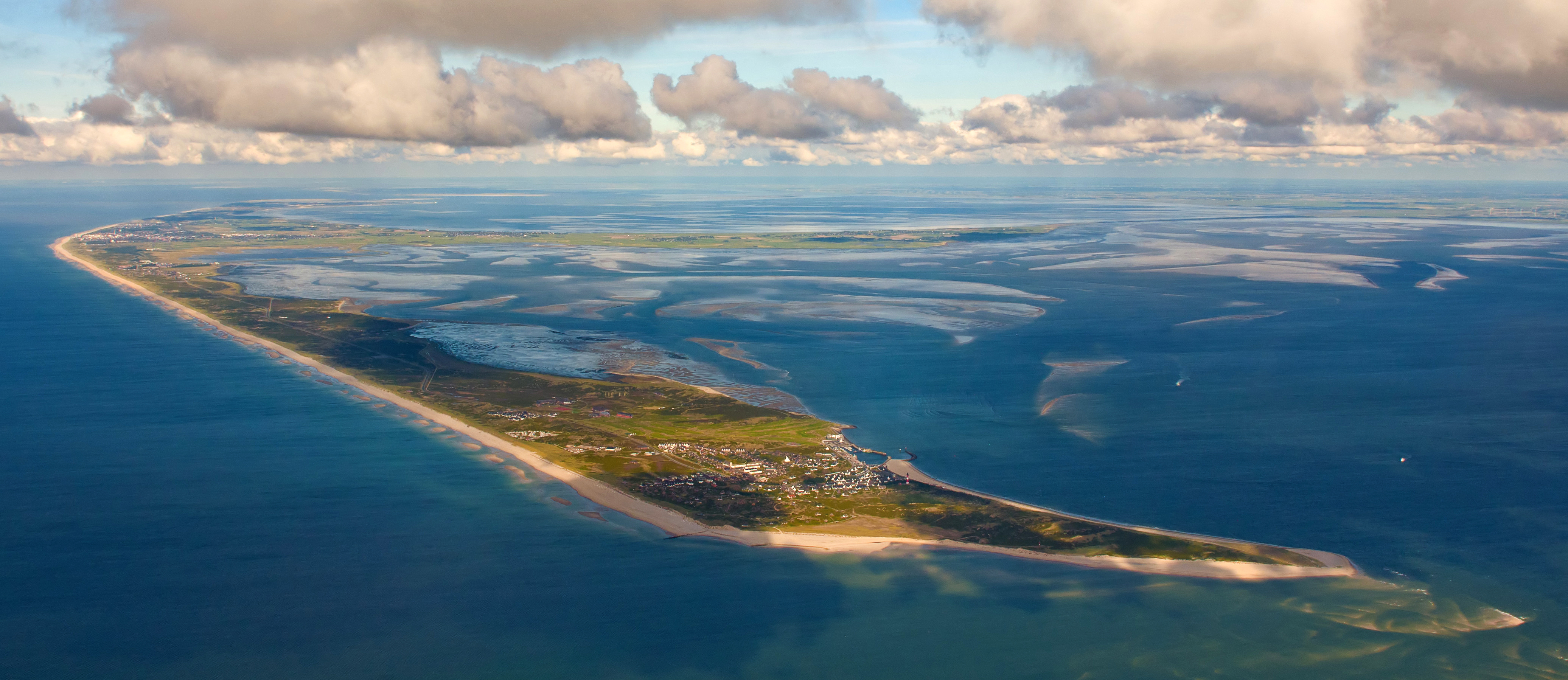

Sylt (daneză: Sild, frizonă: Söl) este cea mai mare insulă dintre Insulele frizone de Nord din Marea Nordului și aparține de landul Schleswig-Holstein, Germania.

## Geografie
Insula are o suprafață de 99,14 km² fiind între insulele germane pe locul patru ca mărime.
Sylt este situat la 9 și 16 km de continent, fiind legat de acesta printr-un dig Hindenburgdamm. La sud de Sylt se află insulele Amrun și Föhr, la nord se află insula daneză Rømø.
Insula are o lungime de 38,0 km pe direcția nord-sud, în nord la Königshafen lângă List (Sylt) are numai o lățime de 380 m. Lățimea cea mai mare a insulei de 40 km este la nivelul orașului Westerland, ștrandul la Morsum are o lungime de 12.6 km.
Cel mai ridicat punct al insulei este numit Duna de nisip Uwe „Uwe-Düne” și atinge 52,5 m.

## Clima
Datorită curentului marin cald Golfstrom, Syltul are o climă mai blândă, cu temperatură medie anuală de 8,5 °C și o intensitate medie a vântului de vest de 6,7 m/s, iare precipitațiile medii anuale fiind de 650 mm.